# Øksfjord (Loppa)
Øksfjord (nordsamisch: Ákšovuotna) ist eine Ortschaft in der norwegischen Kommune Loppa in der Provinz (Fylke) Finnmark. Der Ort stellt das Verwaltungszentrum von Loppa dar und hat 490 Einwohner (Stand: 1. Januar 2024).

## Wirtschaft
Haupterwerbsquelle der Einwohner sind der Fischfang und die fischverarbeitende Industrie.

## Verkehr
Der Ort liegt am Ostufer des 25 km langen Øksfjords, unweit südlich von dessen Einfahrt, und ist mit seinem kleinen Fährhafen Vassdalen Anlegestelle der traditionellen Postschifflinie Hurtigruten. Zudem verkehren mehrere Fähren von Øksfjord zu benachbarten Gebieten, beispielsweise zur Kommune Hasvik (mit dem Flughafen Hasvik) auf der Insel Sørøya.
Die in den Jahren 1905 bis 1910 gebaute Provinzstraße Fv882 von Øksfjord nach Øksfjordbotn am Südende des Fjords und weiter bis zur rund 40 Kilometer entfernten Europastraße 6 verbindet den Ort mit dem norwegischen Straßennetz. Der 1988 freigegebene, 4252 Meter lange Øksfjordtunnel zwischen Storvik und Skarbergodden ersetzte die steinschlaggefährdete alte Straßenführung am Nordufer des Øksfjords.

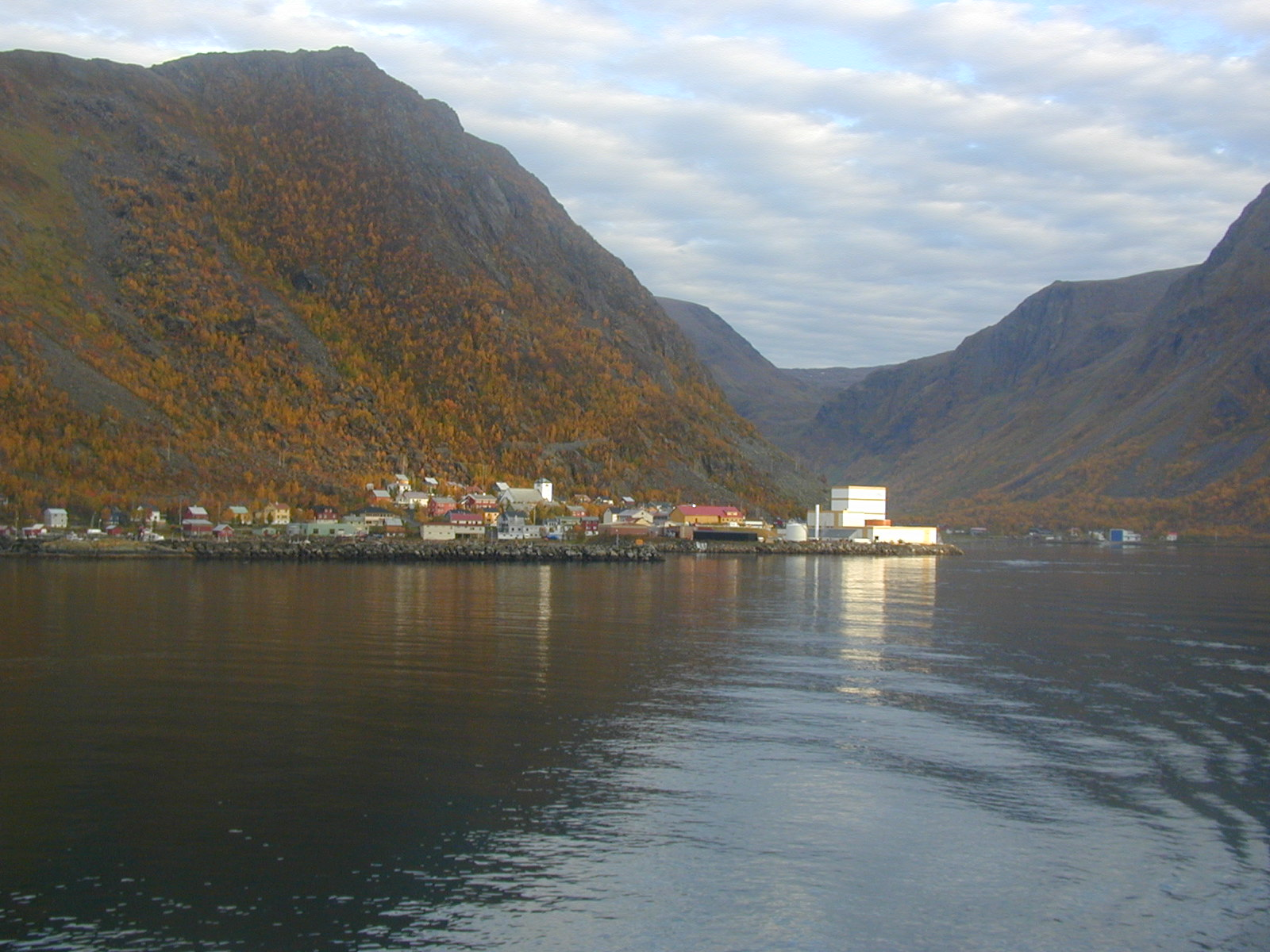
Øksfjord
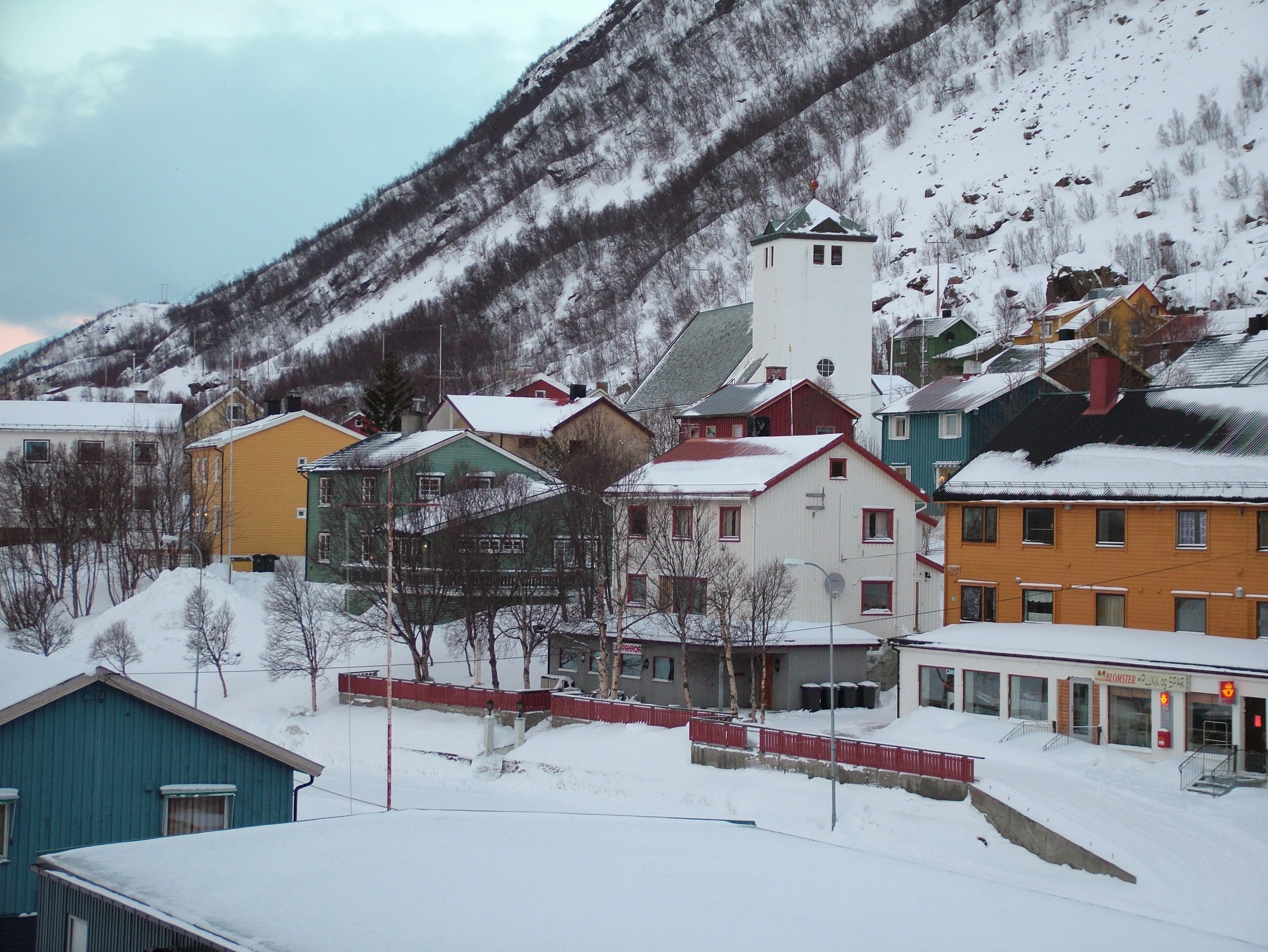
Øksfjord

## Sehenswürdigkeiten
Der Gletscher Øksfjordjøkelen liegt rund 10 Kilometer südwestlich des Ortes. Er hat eine Fläche von ca. 43 km² und kalbt direkt in den Jøkelfjord in der Provinz Troms. Die Kirche wurde 1954 erbaut.

## Persönlichkeiten
- Hans E. Kinck (1865–1926), norwegischer Schriftsteller